# جي بي دي فورميس 2008
جي بي دي فورميس 2008 (بالفرنسية: Grand Prix de Fourmies 2008)‏ هو سباق دراجات هوائية، وهو الموسم رقم 76 من السباق، وأقيم في 14 سبتمبر 2008، وامتدّ لمسافة 205 كيلومتر، وهو أحد سباقات طواف أوروبا للدراجات 2007–08، وهو من نوع سباق يوم واحد، وقد شارك في السباق 150 متسابقاً ووصل إلى نهايته 112 متسابقاً.
فاز فيه بالمركز الأول جيوفاني فيسكونتي، وبالمركز الثاني Stéphane Goubert ‏، وبالمركز الثالث فابيو ساكي.

## التصنيف العام النهائي
| \| التصنيف العام \| التصنيف العام \| التصنيف العام \| التصنيف العام \| التصنيف العام \| \| العداء \| العداء \| الفريق \| الوقت \| \| \| ------------- \| ----------------------------- \| -------------------------- \| ------------- \| ------------- \| \| 1 \| جيوفاني فيسكونتي \| Quick Step \| \| \| \| 2 \| Stéphane Goubert [الإنجليزية]‏ \| AG2R-La Mondiale \| \| \| \| 3 \| فابيو ساكي \| Preti Mangimi [الإنجليزية]‏ \| \| \| |                   |                  |       |  |
| |                   |                  |       |  |
| مصادر: ProCyclingStats Cycling Archives |                   |                  |       |  |
| التصنيف العام |                   |                  |       |  |
| العداء | العداء            | الفريق           | الوقت |  |
| 1 | جيوفاني فيسكونتي  | Quick Step       |       |  |
| 2 | Stéphane Goubert ‏ | AG2R-La Mondiale |       |  |
| 3 | فابيو ساكي        | Preti Mangimi ‏   |       |  |

## وصلات خارجية
- لمحة عن سباق جي بي دي فورميس 2008 على موقع  ProCyclingStats   (برو  سايكلنج  ستاتس) - إحصاءات  محترفي  الدراجات.
- جي بي دي فورميس 2008 على موقع إحصائيات الدراجات الإحترافية (الإنجليزية)
- جي بي دي فورميس 2008 في موقع Cycling Archives سايكلنج أركايفز